# 스테파노 타코니
스테파노 타코니,OMRI 기사장(이탈리아어: Stefano Tacconi ˈsteːfano takˈkoːni[*], 1957년 5월 13일, 움브리아 주 페루자 ~)는 이탈리아의 전 프로 축구 선수로, 현역 시절 골키퍼로 활약했다. 그는 모든 유럽대항전 우승을 거둔 유일한 골키퍼로, 그는 유벤투스에 몸담으며 이 업적을 달성했다. 그는 국가대표팀에서 주로 발테르 젱가의 후보 골키퍼 자리를 맡았기 때문에 "세계 최고의 후보 골키퍼"라는 꼬리표가 따라다녔다. 그는 1988년 하계 올림픽, 유로 1988, 그리고 1990년 월드컵에 이탈리아 선수단 일원으로 참가했다. 평론가들은 그를 당대 최고의 골키퍼로 손꼽으며, 이탈리아의 역대 최고 골키퍼로도 손에 꼽는다.

## 클럽 경력
타코니는 스폴레토 축구단에서 축구를 시작했다. 그 후, 이미 인테르나치오날레의 주목을 받았던 그는 프로 파트리아와 리보르노에서 잠깐 프로 선수로서의 경험을 했고, 삼베네데테세에 합류했다. 그는 이후 아벨리노 소속으로 1980-81 시즌에 세리에 A 무대를 밟았다. 그는 아벨리노에서 3년을 보내다가 1983년에 루차노 보디니를 대신해 입단 시기에 현역에서 물러난 전설적인 수문장 디노 초프의 대체자로 낙점되어 유벤투스에 합류했다.
조반니 트라파토니의 휘하의 유벤투스에서, 타코니는 국내 및 국제 무대에서 선전했는데, 1984년과 1986년에 작은 방패를 2번 땄고, 1984년 유러피언 컵위너스컵을 들어올렸고, 1985년 유러피언컵도 품었으며, 같은 해 인터콘티넨털컵에서는 아르헨티노스 주니어스를 승부차기로 이기고 우승했다. 1990년, 타코니는 유벤투스 소속으로 UEFA컵과 코파 이탈리아를 동시 석권했다. 이듬해 그는 비록 선수단 주장을 맡았지만, 유벤투스는 세리에 A를 우승한 나폴리에 수페르코파 이탈리아나에서 패했다. 이 시기, 유벤투스는 세계에서 손꼽히는 강력한 선수단이었고, 타코니는 당대 최고의 골키퍼로 항상 거론되었다.
유벤투스와 10년을 동행하던(1985-86 시즌에는 예외적으로 후보였다) 타코니는 1992년에 제노아로 떠났다. 그러나, 제노아는 불행하게도 시즌 말에 세리에 B로 강등되었다. 그는 1994년에 현역 은퇴를 선언했다.

## 국가대표팀 경력
타코니는 유벤투스에서 맹활약하며 큰 성공을 일구어냈으나, 이탈리아 국가대표팀의 아첼리오 비치니호에서 처음에는 조반니 갈리와, 나중에는 현역 시절 경쟁자였던 발테르 젱가 등의 수 많은 훌륭한 수문장들과 경쟁하면서 입지를 다질 수 없었고, 말년에는 잔루카 팔리우카가 급비상하면서 그에 따라 이탈리아 국가대표팀에서 젱가의 후보 선수로서 지위에 놓여 있었다.
타코니의 첫 국가대표팀 경기는 1987년 6월 10일, 취리히에서 열린 아르헨티나와의 경기로, 이탈리아가 3-1로 이겼다. 1980년대 말, 그는 감독이자 전 골키퍼인 디노 초프의 부름을 받아 U-23 이탈리아 올림픽 대표팀 일원으로 발탁되어 1988년 하계 올림픽에서 4강 진출의 성과를 이룩했다. 타코니는 [[UEFA 유로 1988|유로 1988에서도 젱가의 후보를 맡았는데, 이탈리아는 이 대회에서도 준결승 진출의 성적을 냈고, 안방에서 열린 1990년 월드컵에서 이탈리아는 전 대회 우승국 아르헨티나에 승부차기로 석패한 뒤 3위로 대회를 마감했다. 타코니는 1987년부터 1991년까지 도합하여 이탈리아 국가대표팀 경기에 7번 출전했는데, 출전한 경기 모두 친선경기였고, 그동안 이탈리아는 2골만을 내주었다. 그는 1991년 2월 13일, 테르니에서 열린 벨기에전에서 마지막 이탈리아 국가대표팀 경기를 치렀는데, 친선경기 결과는 0-0 무승부였다.

## 경기 방식
비록 타코니는 민첩하지 않았지만, 강력하고 운동신경이 살아있는 골키퍼로, 꾸준함과 선방 능력에 두각을 나타냈고, 수 차례 인상적인 선방, 특히 이를 중요한 순간에서 보이는 저력을 보여주었다. 말로서 골문 앞을 전두지휘하는 타코니는 지도자적 역량, 평정심, 그리고 개성적인 면으로 알려져 수비진의 실수 시 강하게 동료를 지적하곤 했다. 비록 그는 배급되는 공을 가로채거나 골문 앞에서 막는 능력이 널리 알려지지 않았으나, 그는 말년이 되면서 서서히 약점을 보완해 나갔고, 초프의 도움으로 그는 비록 넓은 공간에서 배급되는 공을 잡아 회수하는 것에 회의적이었지만ㅡ 영역을 벗어나 그를 향해 높이 찌른 공을 회수할 수 있었다. 그는 승부차기에서 선방하는데 적응력을 확인시킨 것으로도 알려져 있다. 비록 그는 공을 매우 깊게 침투시켰지만, 발로 공을 다루는데 서툴었고, 뒤로 넘긴 공을 잡을 수 없는 규정의 도입한 데에 새 규정에 적응하는데 애로사항이 많았다. 그는 지역 방어 체계에서 스위퍼-키퍼로 활약하는 데에도 그리 좋은 편이 아니었다.

## 현역 은퇴 후
현역 은퇴 후, 타코니는 정치에서 부진한 행보를 보였다. 1999년, 그는 국가동맹 당원으로 유럽 연합 의회 총선에 비례대표 출마했지만, 의석을 얻지 못했다. 2005년, 그는 극우 정당인 신이탈리아 사회운동당 소속으로 롬바르디아의 회장으로 출마하기로 발표해 논란을 야기했지만, 득표율이 저조해 낙선했다. 2006년, 그는 국가동맹당원으로서 레티치아 모라티 시장 후보을 지지해 밀라노의 시의회원으로 밀었지만, 득표가 57표에 불과해 낙선했다.
2008년 4월, 51세가 된 타코니는 세콘다 카테고리아의 아르콰타 입단에 합의를 보아 마르케 주 아르콰타 델 트론토에서 다시 축구화를 신고 현역 골키퍼가 되었다.

## 사생활
2011년 5월 13일, 타코니는 오래 이성친구로 교제하던 라우라 스페란차를 배우자로 맞이했는데, 타코니와 스페란차는 슬하에 4명의 자식을 두고 있다.

## 수상
유벤투스
- 세리에 A: 1983–84, 1985–86
- 코파 이탈리아: 1989–90
- 유러피언컵: 1984–85
- 유러피언 컵위너스컵: 1983–84
- UEFA컵: 1989–90
- 유러피언 슈퍼컵: 1984
- 인터콘티넨털컵: 1985
- 수페르코파 이탈리아나 준우승: 1990

이탈리아
- 월드컵 3위: 1990

개인
- 가에타노 시레아 경력모범상: 1993[21]

서훈
-  이탈리아 공화국 공로장: 5등급 / 기사장: 1991

## 같이 보기
- 모든 국제대회를 우승한 선수 목록
- 3대 유럽대항전을 모두 우승한 선수 목록